# 罗伯特·金·默顿
罗伯特·金·默顿（英語：Robert King Merton，出生名迈耶·罗伯特·施科尔尼克，1910年7月4日—2003年2月23日），美国社会学家，公认为现代社会学一大元勋，同时也对其中子领域犯罪学贡献良多，他是科學社會學的奠基人，同時創新了觀察研究法。默顿曾任美国社会学协会第47任主席，职业中多数时光都奉献在哥伦比亚大学任教，在哥大获得全学教授头衔。1994年，默顿获得美国国家科学奖章，以表彰他对社会学领域的贡献，以及对科学社会学的开创之功，是为首位获得这一荣誉的社会学家。
默顿对社会学的贡献可归于三个方面：科学社会学；犯罪及越轨社会学；社会学理论。他开发了一些重要的概念，如「意外后果」「参照群体」「角色紧张」等等，然而这些概念中，最著名者当莫过于「榜样」和「自我实现的预言」。所谓「自我实现的预言」如今已在现代社会学、政治学、经济学理论中成为核心组分，它所指的是某种信念或者期望影响了情境的结果，或者影响了人或群体采取行为的方式，这样的一类过程。更具体说，按默顿本人的定义，「自我实现的预言就是，在一开始对情境错误的定义，它会激起新的行为，而使得原先错误的观念成真了」。在犯罪及越轨社会学方面，默顿同时發展了法國社會學家涂爾幹的失範理論概念，提出了犯罪學上著名的緊張理論，另外提出內團體與外團體的概念，在犯罪學上加以延伸並且套用。
默顿所谓「榜样」的概念首次出现在一次针对哥伦比亚大学学生的研究中，主题是医学院学生的社会化。这一术语从默顿「参照群体」的概念中发端；所谓「参照群体」者，个体将这种群体与自身作比较，但不必要从属于它。「社会角色」的概念在默顿的社会群体理论中居于核心，默顿强调，人并不会只想定一种角色、一种地位，而是在社会结构中定有一套地位组合，而附着在这套地位组合之上，有一整套预期的行为举止。

## 人物生平

### 早年生活
罗伯特·金·默顿于1910年7月4日生于美国费城，出生名迈耶·罗伯特·施科尔尼克，家庭背景是操意第绪语的俄罗斯犹太人，1904年才迁到美国。其母伊达·拉索夫斯卡娅是不去会堂的社会主义者，思想自由，富有激进的同情心。其父阿隆·施科尔尼科夫是裁缝，美国的入境口岸将他的姓名正式登记为「哈里·斯科尔尼克」。默顿父亲在南费城开乳品店，遭到火灾焚毁，店铺没有投保，默顿全家的经济形势陷入拮据。为养活家庭，默顿父亲后来找到木匠助手的差事做。
虽然默顿成长的环境实在贫穷，他却相信自己得到了许多机遇。在南费城高中就读时，默顿是附近文教场所的常客，这其中包括卡耐基图书馆、费城音乐学会、费城中央图书馆、费城艺术博物馆，等等。1994年，默顿表示南费城的发展为年轻人提供了「每种类别的资本——社会资本、文化资本、人脉资本，还有最重要的，我们大概会称作公共资本的东西——就是说，提供了每种类别的资本，除了个人财务的那种」。
默顿之采用「罗伯特·K·默顿」的姓名，开始是在魔术表演中作艺名用。青年时的默顿对魔术极有兴趣，这是受他姐姐男朋友的强烈影响。他最初为魔术活动选的艺名是「默林」，但最终定為「默顿」，这样能使他出自移民的姓氏更进一步「美国化」。默顿为自己选择「罗伯特」的名，是为了向19世纪的法国魔术师、公认为现代风格召唤魔术创始人的让-欧仁·罗贝尔-乌丹致敬。由此迈耶·施科尔尼克的艺名成为「罗伯特·默顿」，他使用这一姓名得到天普大学的奖学金，之后就保持下去，以这一名字行世。

### 求学经历
1927年到1931年间，默顿入读费城天普大学，在乔治·E·辛普森指导下开始了社会学的学术生涯。当时默顿曾参与一个项目研究种族和媒体，在这个项目中，默顿任辛普森的研究助理，这段经历将他引入了社会学的领域。在辛普森带领下，默顿参加美国社会学协会的年会，会上结识了皮特林·索罗金，是哈佛大学社会学系的创系教授。默顿向哈佛提交申请，从1931年到1936年在索罗金门下担任研究助理。
当时许多人怀疑默顿从天普毕业后能否得到哈佛的录取，但默顿很快战胜种种不顺，第二年已经开始和索罗金一同发表作品。到1934年，默顿甚至开始发表自己的文章，其中包括〈近期法国社会学〉〈阿拉伯知识分子的发展历程，公元700年至1300年〉〈工业发明速率的波动〉〈科学与军事的工艺〉，等等。做完这些工作后，默顿于1936年从哈佛毕业，获得文学硕士和社会学领域的哲学博士学位。
1938年默顿结束学业时，已经开始着手著述使他在社会学圈子中出名的作品，这时他发表了第一项重要成果〈十七世纪英格兰的科学、技术与社会〉，这篇文章为创立科学社会学提供了帮助。默顿的博士答辩委员会中有索罗金，同时也有塔尔科特·帕森斯、历史学家乔治·萨顿、生物化学家劳伦斯·约瑟夫·亨德森。文中出现的默顿命题和马克斯·韦伯在其名著《新教伦理与资本主义精神》中所提及的，新教伦理同资本主义经济的关系类似，而提出基督新教的敬虔主义、清教主义和早期实验科学之间存在正相关。

### 个人生活
1934年默顿与苏珊·卡尔哈特（Suzanne Carhart）结婚，育有一子两女。子罗伯特·C·默顿，在1997年获得诺贝尔经济学奖；两女斯蒂芬妮·默顿·托姆布雷洛及瓦内萨·默顿，后者是佩斯大学法学院法学教授。默顿同卡尔哈特在1968年分居，卡尔哈特卒于1992年。
1993年，默顿与他的同事、研究上的合作者、社会学家哈丽特·扎克尔曼结婚。在健康衰弱多年、同六种癌症搏斗过后，2003年2月23日，罗伯特·金·默顿卒于曼哈顿，享年92岁。默顿身后留下妻子、三个子女、九个孙辈、九个曾孙辈。

## 职业生涯

### 教职
默顿在哈佛任教到1938年，当年成为杜兰大学社会学系的教授兼系主任。1941年，默顿加入哥伦比亚大学，他的教育生涯，绝大多数时间都在哥大度过。哥大五十年间，默顿得到了大量声望显赫的头衔。1942年到1971年间，默顿在哥大应用社会研究室任副主任，在1963年得到吉丁斯社会学教授的教席；1974年，默顿获得哥大最高等级的学术荣衔「全学教授」；1979年退休时成为「特殊服务教授」（Special Service Professor），这是大学校董会为荣休教职员预留的头衔，奖励他们「为大学支持了特殊的服务」。默顿在洛克菲勒大学有临时的教职，同时是拉塞尔·塞奇基金会的第一位资助学者。1984年，默顿从教职上退下，为了表彰他对学术、对大学的长久贡献，哥伦比亚大学在1990年开设了罗伯特·K·默顿社会科学教授席位。

## 理论简介
1941年移籍哥大时，默顿加入了保罗·拉扎斯菲尔德的研究，拉扎斯菲尔德当时正在将定量方法引入社会学的经验研究之中。拉扎斯菲尔德和默顿都强调通过有代表性的样本、以成体系的方式采集，所得到的「系统数据」十分重要；而默顿同时加以探索，希望发展出一条理论路径「能将这项研究的结果转化成为社会学」。

### 中层理论
默顿的研究经常和塔尔科特·帕森斯的研究作比较。在哈佛就学时，默顿听过帕森斯的理论课程，对帕森斯的工作深为赞赏，因为这些研究使得默顿见识到了欧洲的理论体系，也拓宽了他自己对社会学的想法。然而不似帕森斯强调社会科学必须建立总括的根基，默顿则倾向更局部的「中层」理论。默顿后来在作品中解释道，「尽管帕森斯是社会学理论的建筑大师，给我的印象颇深，我却发现自己从他做理论的那种模式（他阐释的模式也一样）中背离而去」。默顿本人塑造的理论同涂尔干在《自杀论》（1897年）中、韦伯在《新教伦理与资本主义精神》（1905年）中所塑造的十分相似。韦伯提出，在基督新教的信条和促成了资本主义兴起的经济活动之间，存在强烈的联系。默顿进一步的研究则指出清教主义的新教信条和科学之间相辅相成，而科学在十七世纪迅速发展。默顿相信，中层理论规避了更大规模理论的失败之处，这些理论要观察特定社会环境之下的社会行为，则太过遥远了。
根据默顿的说法，「中层理论」之构建，是从社会现象经过清楚定义的方面开始，而不从社会整体之类广阔、抽象的存在开始。中层的理论应当有经验研究的数据作坚实的支撑。这些理论必须通过观察数据来构造，从而提出理论问题，也要能纳入可以通过经验进行检验的方案中去。中层理论适合于范围有限的数据，超出对社会现象的直接描述，而填补了不加修饰的经验主义、同广大的总包的理论之间存在的空白。
按林齐维洛2019年的定义，对中层理论的识别，或者说「中阶指定」者，典型的做法就是通过功能分析将其确定，这种方法由默顿在研究理论和经验研究之间关系的过程中发展出来。不同于帕森斯所提出功能论的理论构建，默顿提倡另一种方法，研究者运用工具和方法论时，应当作出实用主义的选择，按这种方向提出假设，默顿的方法对这其中的关系举出了详尽的证据。以这种方法，社会学理论可以在试探性的目的中用于考量，而经验研究则得出所作分析可操作的一面，社会学家在其中则永远有义务选择去将科学关注的领域缩减再阐述出来，而不是将台面上一切的变量都阐述。这种策略，简单说就是要有利于「调查」。

### 失范与紧张
默顿认为，越轨的出现，可能是个人生活中遇到使他们不能达到目标的障碍，这样造成的后果，最终导向越轨行为。根据默顿的紧张理论，犯罪行为是由以下事项决定的，即对文化理想和/或要达成那些目标，所用合乎惯例的机制，其接受还是拒斥。「紧张」这个术语指的是由文化所决定的目标和为了实现这种目标，可以采用的合乎惯例的手段，二者之间的鸿沟。默顿举圆「美国梦」的过程作为例子，如果某个个体不能达到文化所主导的（关于成功的）目标，这就可能使得个体感到沮丧，有可能导向解脱限制，闯入不合法的逃离路线或者不良行为。这一理论受到批评，因为它并没有（至少不能充分）考虑到个体所在社会阶层的因素，因为某人如果所处的社会经济水平较低，他或许不会奋斗去圆「美国梦」，也就意味着他们不需要采取不合法的行动。出于这个原因以及其他一些原因，这种紧张理论的后继者对理论作出了一些修订。

### 阐明功能分析
默顿提出，功能主义核心的指向是把握数据对它们所在更大规模的结构中所造成的影响，通过这种影响来解读数据。如同涂尔干、帕森斯等人，默顿分析社会，也是根据文化与社会结构，其整合的好坏如何来分析。默顿同样注意社会的持续性，并对为适应某个给定的社会系统而形成的社会功能加以定义。他相信，早期的功能主义者强调一种社会结构或制度对另一种社会结构或制度产生的功能，这种方式一旦只关注适应、调整的情况，就造成了偏差，因为这种情况下结果无论如何都是积极的。最终默顿认为要解释社会和制度如何工作，共通价值是核心；然而，他在某些问题上也不同意帕森斯的观点。

默顿对以经验方式检验的信念促成了他功能分析「范式」的发展。按默顿的说法，「范式」指的是：
基础的、经常是不言而喻的规范化的假定、问题的集合、关键的概念、程序的逻辑、通过选择而积累的，在全部科学领域都能指导（理论和经验）调查的知识，这一切的范例。

#### 负功能
在论述社会病态的作品中，默顿强调这样的问题，即倾向于阻碍社会系统达成在功能上全部需求的问题。通过这种方式，默顿得以指出整体概念的矛盾，以及它们的细节。一个群体的正功能在另一个群体中可能就是负功能，而一般性的事件最终在同一个群体中可能既是正功能又是负功能。为了解释这个概念，默顿表示，一定程度的社会团结能便利群体的生产，从而体现出功能性，但当这种团结超过一定门槛，又会成为负功能，因为群体中的人有可能各自都放纵起来，不能够相互支持，达到高标准的表现。
默顿详细阐明了功能主义在他看来的三个主要的问题或者说缺陷，他将其称作三个「假设」：
- 社会「功能性统一」的假设；
- 「普遍性功能主义」的假设；
- 「不可或缺性」的假设。

所谓「社会功能性统一的假设」指的是认为社会功能正常、和谐统一的误解。按默顿所认识的「功能主义」，所有建立了标准的社会文化信念与实践，它们都既对整个的社会有功能，也一样对社会中的个体有功能。这种观念主张社会系统各种各样的部分都必须表现出高度的整合，然而默顿反驳道，这样的归纳是无法扩展到更大更复杂的社会中去的。他指出，社会享受幸福、整合妥善，其中的人共事良好、共享繁荣，并不是所有的社会都这样。默顿引用诸如内战、1950年代的非裔美国人、种族隔离政策期间的南非黑人等等案例，这些例子中社会并不必为所有人提供功能。
所谓「普遍性功能主义的假设」指的是认为所有理想对社会中每个人都有作用的想法。这种「普遍性功能主义」主张所有具备标准的社会文化结构和形式都有积极的功能。默顿则反驳道这同真实世界中所见的有冲突，并不是任何结构、想法、信念等等都有积极的功能。默顿相信，一些事物，其后果可能总体上是负功能的，或者对某些人是负功能，对别的人则是正功能。比如说，贫困可能对富人有利，因为这样他们就能得到允许去保守更多的财富，而对于挣扎求生的穷人，贫困当然是不利的。在这一点上默顿的看法近于冲突论，尽管他并不认为惯例和价值能对整个的社会发挥功能。默顿申明道，只有认识到惯例、制度具有负功能的方面，借此我们才能解释变化的发展与持续性。默顿之于负功能的概念，对他所谓功能主义本质上并不保守这一论点也有核心的作用。
最后，所谓「不可或缺性的假设」指向的是习俗、理念或制度作为一个整体，它们的社会功能。这一假设表示，社会标准化的各个部分都有积极的社会功能，代表了有功能的整体之一不可或缺的部分，这意味着结构、功能为了社会的运转都是必要的。在这一点上默顿反驳道，人们一定愿意承认，在社会之中存在着各种各样不同的结构和功能。就结构功能主义而言，默顿则感到与其关注个人的动机，更应该将目光聚焦在社会功能上。他提出这一问题，质疑是否每种社会制度都能表现出一种特定的功能，并主张几种社会制度既可能提供同一种功能，也可能根本没有功能，所以识别哪些功能对社会攸关重要、哪些不重要，这种做法是不能成功的。

#### 网络平衡
为帮助人们确定正功能是否比负功能更重要（反之亦然），默顿开发了「网络平衡」（net balance）的概念。因为这类问题十分复杂，建立在大量下级的判断之上，故不能轻易计算、衡量轻重。所以，正功能和负功能不能简单地加和，也不能客观地确定何者更重要。为处理这些问题，默顿主张功能分析一定要分出等级。默顿并不主张单单关注将社会看作整体的分析，他表示分析可以，并且也应该在组织、机构乃至群体的层面上作出。

### 意外后果、潜在功能与显性功能
默顿为社会学作出的几项关键启发之中，有一项是对意外后果这一概念的描述，所描述的有社会行动的意外后果、潜在功能/显性功能的意外后果，以及前文所提及负功能的意外后果。
按默顿的说法，「意外后果」（unanticipated consequences）是同时具有预期和非预期后果的行动。人对预期的后果都有知觉，但非预期的后果更不容易察觉到，因此，就要求社会分析揭示出这些非预期的后果可能是什么。在默顿1936年的论文〈目的性社会行动的意外后果〉（The Unanticipated Consequences of Purposive Social Action）中，默顿揭示出人类行动中事情不按计划发展的一片广阔领域，其中有悖论、还有奇怪的结果。其中一种结果是「自我挫败的预言」（self-defeating prophecy），指的是自从公布以来，从其历经的全部事实来看实际上是错误的那类预言。默顿所能做到的论证如下，他援引马克思对社会的预言，其中认为社会愈发现代，财富将集中到更少的人手中，而社会的大多数人将在贫穷悲惨中挣扎。这一预测促进刺激了社会主义运动，在某些国家反而延缓了马克思所预言的发展趋势。为经济公平所作的努力倾向于将经济利益播散出去而不是集中起来。「自我挫败的预言」，其反面是「自我实现的预言」（self-fulfilling prophecy），指的是原本没有根据的预言，因为人相信它，并在这一基础上行动，而最后证明是正确的。
显性功能与潜在功能之间隐含的区别，这一概念之所以发明出来，是为了防止在我们社会行为有知觉的动机和这种动机客观上的后果，二者之间发生不在预期之中的混淆。显性功能（manifest function）是人们观察到、所期望、或者所计划的后果；潜在功能（latent function）则是既没有认识到、也不在计划中的后果。为区分两种功能，默顿提出人必须深入挖掘才能探索潜在功能。他在1949年的文章〈显性和潜在功能〉（Manifest and Latent Functions）中，分析政治机器为例子。默顿从描述政治机器的负面后果开始，之后转换角度，论述这一机器中负责的人是如何凭自己的志趣行动，而政府机构并未满足的社会需求，是如何由这样而得到迎合的。然而默顿非常清晰地指出，意外后果和潜在功能二者不是一回事。「潜在功能」是意外后果的一个类别，要对指定的系统发挥功能。
根据默顿的论述，还有两种意外后果：
1. 「对指定系统有负功能的后果」，由潜在的负功能组成，以及
2. 「与系统没有关系的后果，它们的影响既没有正功能也没有负功能......无功能的后果」。

默顿认为注意潜在功能就是增进对社会的理解：个人为行动，或者习俗、制度之存在所给出的理由者，显性、潜在力量之间的区别就迫使社会学家超越这种理由；这种区别使得社会学家去寻找这些社会实践之所以能够存有，所依赖的其他社会后果，也使得他们阐明社会运转的方式。

### 功能变体
功能主义者认为社会要生存，必然具备某些特质。默顿也持有这种观点，但同时强调特定的制度并不是唯一能实现其功能的制度；有可能承担同样任务的功能变体，其分布在广泛的范围中。这种对功能变体的见解十分重要，提醒社会学家注意不同社会制度所能表现的相似功能，更进一步也削弱了功能主义内蕴的、对社会现状表示认可的倾向。

### 越轨理论
默顿关于越轨的理论，源起于他在1938年所作有关文化、结构、失范三者之间关系的分析之中。他认为，越轨最有可能发生的时刻，是文化上预先定好的目标和得到这些目标的合法手段二者不相合的时候。默顿将文化定义成「一套有序的规范的价值，管控着指定社会或者群体成员之中，那些通常的行为」；社会结构则是「有序的社会关系，在其中社会或者群体的成员各自负着责任」。失范，亦即失去规范的状态，则是当「文化的常规、目标、以及群体的成员按着这些行动，社会的构造所能使他们承受的最大限度，这些之间严重不一致时」出现的。默顿在他的理论中将失范和越轨联系起来，表示文化和结构相差悬殊，这样有着负功能的后果，就是导致社会中的越轨。物质上获得成功，这个目标得到人们接受，然而合法的手段却遭到抛弃，转而更青睐非法的手段。所以，就达到目标而言，偷窃就可能取代努力工作。默顿认为，失范不是病态人格的结果，而是从社会的文化和结构自身而来。社会的所有成员都共享同一价值时，才有价值共识，然而社会的成员在社会结构中处在不相同的位置，他们要实现这样共享的价值，却没有相同的机遇。这就可能创造越轨。
「失范」（anomie）这一术语源出涂尔干，在默顿的意思则是文化目标和可供达到这些目标的合法手段，二者之间的不协调。默顿将这一理论运用到美国，他认为「美国梦」是对金钱上取得成功这一目标的强调，而对于圆这个「美国梦」的合法途径，却并没有相应的强调。换言之默顿认为美国梦是文化理想，但人们为了得到它而走的路却不一样。这就可能导致数量可观的（就帕森斯的意义而言的）越轨。这一理论在犯罪学（特别是紧张理论）的研究中经常用到。

1938年，默顿出版了美国社会学中结构主义最重要的作品之一《社会结构与失范》，书中基本的假设是个人并不只是身处一套有结构的行动系统之中，其还可能为这个系统的要求所迫使而行动。默顿表示，一旦经济体系不能为挣得收入或者地位提供合法的手段，社会系统的文化逻辑就可能迫使个人按照文化上符合逻辑的方式行动，即使这种行动不合法亦然。
| 对目标的态度 | 对手段的态度 | 适应模式 |
| ------------ | ------------ | -------- |
| 接受         | 接受         | 遵从     |
| 接受         | 拒绝         | 创新     |
| 拒绝         | 接受         | 仪式主义 |
| 拒绝         | 拒绝         | 隐退     |
| 拒绝/接受    | 拒绝/接受    | 反叛     |

默顿对越轨和失范的结构功能主义思想

在上述指南中，「遵从」（conformity）指的是通过社会接受的手段取得社会目标；「创新」（innovation）指的是循社会不接受的方式（比如犯罪、越轨）取得这些目标。创新者发现、创造出自己的路去得到所想的东西，而多数时候这些新的手段在人看来都是社会所不能接受并且越轨的。默顿认为「仪式主义」（ritualism）是接受手段，却放弃了目标。仪式主义者一直对方式表示认可，但已经拒绝了总的目标，人们不认为这些人越轨；「隐退」（retreatism）既拒绝手段又拒绝目标。隐退者想要找到一条途径逃离一切，从而将目标手段统统排斥，人们将他们看作越轨的。「反叛」（rebellion）在许多方面都不同于前述四条路径。时间上看，不同于前述四者，反叛是一种短期的反应。如同隐退者，反叛者既拒绝现存的社会目标也拒绝现存的手段，然而反叛者在宏观的层次上活动，希望将现存的社会目标和手段替换成体现着其他价值的新目标、新手段，这又与隐退者不同。创新和仪式主义按默顿的定义，是失范之纯粹的两种情况，因为在这两种情况中，在目标和手段之间都有着冲突或者落差。

### 科学社会学与CUDOS规范
默顿对科学社会学这一领域极有兴趣，终其学术生涯都对之倾注了相当热情。默顿的兴味在于研究社会文化结构和科学之间的互动与重要性。例如，他在博士论文中以历史方法研究科学革命期间军事机构如何刺激科学研究的发展，成为这一领域的先行者。
默顿进一步研究科学社会学，发展「默顿命题」解释科学革命的某些宗教起因，同时提出科学的「默顿规范」，在英语中经常按首字母简化作「CUDOS」。所谓CUDOS是默顿提出的一套理念，由默顿所认为科学的目标和方法、以及科学家应当遵守的规范而命定，包括：
- 公有主义（Communism）：科学发现的所有权应归公有，据此科学家放弃知识产权，从而换取赞赏和尊重；
- 普遍主义（Universalism）：据此声称为真理的事项，其评估应根据普遍非个人的准则，标准不可因种族、阶级、性别、宗教或国别而有所偏倚；
- 无私利性（Disinterestedness）：据此科学家之受到表彰，其缘由应为行动方式表现出无私特性；
- 有组织的怀疑态度（Organized skepticism）：一切想法都必须经受检验，送交有组织的共同体作严密审核。

「CUDOS」中「OS」二字时或被人认作「原创」（Originality，即研究贡献的新颖）及「怀疑」（Skepticism），这是默顿所提规范在后续的修改，他在1942年介绍上述规范的论文〈科学的规范结构〉中并未提及「原创」。
默顿将许多概念引入科学社会学中，其中包括「通过采纳的抹杀」（obliteration by incorporation），指的是某个概念为公众所接纳，变得极为大众化，至于其发明人遭到遗忘；:130–131「重复独立发现」（multiples），指的是相似而独立作出的发现，等等。
默顿和同事消耗大量时间研究「科学的社会系统如何以科学的精神气质为依据、许多时候又与之相对立地工作」。这一对科学社会组织的新关注点使得默顿开始研究科学的奖励系统、科学家之间首创性的争执，及诸如著名科学家常常为其贡献获得不成比例的褒扬，而不甚知名的科学家所得却比不上其贡献的价值，等等。默顿将上文最后一种现象称为「马太效应」（参史蒂格勒名字由来法则）。出于玛蒂尔达效应的考虑，默顿将哈丽特·扎克尔曼列为马太效应的共同提出者。
利用对「马太效应」的研究，默顿展示出科学的社会系统有时会如何从科学的精神气质中结构性地偏离，在马太效应的例子中，其偏离就是通过破坏普遍主义这一规范：少数几个顶端的科学家享受巨量的奖项、拨款和工作，而资源的散布分配、以及科学家群体中得到的赏识，这些都高度偏向一方。

### 《站在巨人们的肩上》
默顿将其书《站在巨人们的肩上：项狄式的续篇》（On the Shoulders of Giants: A Shandean Postscript）称作——按出版商的说法，则「半是戏仿，半是思想史」。在此书中默顿追溯牛顿著名的自评「如果我看得比别人更远些，那是因为我站在巨人的肩膀上」，将其历史上溯到几个世纪之前，而书的形式芜杂，有如劳伦斯·斯特恩的《项狄传》。

## 理论源流
默顿深受塔尔科特·帕森斯的影响，而研究生导师:837皮特林·索罗金对其影响却小得多。实际上默顿对博士论文的选题深刻反映出帕森斯的研究兴趣，却并非索罗金所好。因此索罗金对强调清教主义之创造性表示强烈反对，而这正是默顿论文的核心要素。不过默顿设法将帕索二人都集合到了其答辩委员会中。:836然而，保罗·拉扎斯菲尔德等知识分子又影响默顿投身于中层理论的研究。默顿同时也受到劳伦斯·亨德森影响，此人向默顿传授如何有章法地调研出何种想法有趣、值得优先考虑。埃德温·盖伊对默顿的思想也有影响，著名的科学史学家乔治·萨顿同样如此，萨顿允许默顿在哈佛与之共事，后人认为其启发了默顿对科学的兴趣。:836–837涂尔干、齐美尔两位先驱也对默顿之于社会学的理解大有贡献，同样促进了他提出自己的想法。

## 后世影响
今日默顿号称当代社会学一大创始人。公认他的工作是今日许多社会学家研究的驱动力。默顿的朋友、同事也对他为现代社会学的积极取向所作引导表示赞赏。哥伦比亚大学学术事务长乔纳森·科尔曾在默顿门下学习，默顿去世不久后，他即撰文赞扬道：
|                      | 鲍勃·默顿成为了社会学中结构功能分析的领头人，也成为那些意图创造能为经验检验的社会理论的社会学家，他们的领头人。他是鼓舞人心的老师、编辑，并与学生，比如詹姆斯·S·科尔曼、西摩·马丁·利普塞特，还有许多其他后来领衔社会学界的人一道，一起为社会学这一领域在美国的建立和正规化出了力。对我来说，他是模范的教员和导师、值得信赖的同事，也是亲密的朋友。他的死去，在许多意义上，为二十世纪社会学的末尾画上了句点。 |
| ——Jonathan R. Cole， | |

在默顿漫长的社会学生涯中，他的理论和研究创造并支持了所谓现代科学社会学的大体。

## 所获荣誉
默顿一生在科学社会学领域发表过五十篇上下的文章。他有贡献思想理论的其他领域还包括越轨理论、组织理论、中层理论等等。:829
默顿以其研究获得过许多美国国内外的奖项。他是第一批选入美国国家科学院的社会学家、第一位选入瑞典皇家科学院外籍院士的美国社会学家、同时是英国国家学术院的通讯院士。默顿也是美国哲学学会及美国文理科学院的会士，后者授予默顿帕森斯奖；同样默顿也在美国国家教育学会及欧洲科学院有会士籍。在社会研究方法方面，默顿有焦点小组法创始人的美誉。
1962年默顿获古根海姆奖，1983年至1988年间获麦克阿瑟学者头衔，是第一个获此奖励的社会学家。超过二十所大学向默顿颁授荣誉学位，其中美国的大学包括哈佛、耶鲁、哥伦比亚、芝加哥等，美国以外则有莱顿、威尔士、奥斯陆、克拉科夫、牛津及希伯来等大学。
1994年，默顿成为第一位获得美国国家科学奖章的社会学家，理由是表彰「建立科学社会学，并表彰其对社会生活先驱性的贡献，特别是自我实现的预言和社会行动的意外后果」。
自2013年起，分析社会学国际网络每年颁发罗伯特·K·默顿奖，表彰分析社会学领域的最佳论文。

## 出版作品
- [47][48]
  - 本作使默顿在科学史界闻名。其受到鲍里斯·赫森（英语：Boris Hessen）1931年著名的马克思主义报告〈牛顿《原理》的社会经济学根基〉强烈影响，默顿在论文〈十七世纪英格兰的科学与经济〉中为此文辩护。[49]然而，默顿也研究科学作为职业之所以能被社会认可，其中宗教（特别是清教主义）的影响，利用此等研究，而为十七世纪科学领域的调研中，赫森之对技术决定论的分析作了补充，此即所谓「默顿命题」。默顿同时通过揭示军事问题如何影响皇家学会的研究日程，为赫森的主张提供了支持。
  - 中译本《十七世纪英格兰的科学、技术与社会》，范岱年等译[50]
- [12]
- [51]
- （1957年、1968年修订扩增）
  - 中译本《社会理论和社会结构》， 唐少杰、齐心译[52]
- - 中译本《科学社会学》，鲁旭东、林聚任译[53]
- - 中译本《科学社会学散忆》，鲁旭东译[54]
- [55]
- , 彼得·什托姆普卡（英语：Piotr Sztompka）编

## 参看
- 科学学
- 科学知识社会学

### 引注说明
1. ↑  ，美国一些大学授予终身教授的顶级荣誉头衔。
2. ↑  「科学社会学」的同义词有「科学的科学」以及逆构词。后一个术语在语法上很容易衍生变体，不必与前述的术语相关联，举例：等等。[4][5][6][7]

## 延伸阅读
- Deflem, Mathieu. . Triplett, R. A.  (编). . Malden, MA: Wiley-Blackwell. 2018: 140–155  [2023-11-20]. （原始内容存档于2024-01-26）.
  - Turner, B. S. (编). . . Malden, MA: Wiley-Blackwell. 2018  [2023-11-20]. （原始内容存档于2024-01-26）.
- .   [2023-11-20]. （原始内容存档于2023-10-18）.
- Poros, Maritsa V.; Needham, Elizabeth. . Social Studies of Science. 2004, 34 (6): 863–878. JSTOR 4144349.
- Sztompka, P. . Social Psychology Quarterly. 1998, 61 (2): 97–100  [2023-11-20]. （原始内容存档于2023-11-01）.
- Hymes, D.; Merton, R. K. . Bulletin of the American Academy of Arts and Sciences. 1980, 33 (6): 5–8  [2023-11-20]. （原始内容存档于2023-11-01）.